# Gelato al puffo

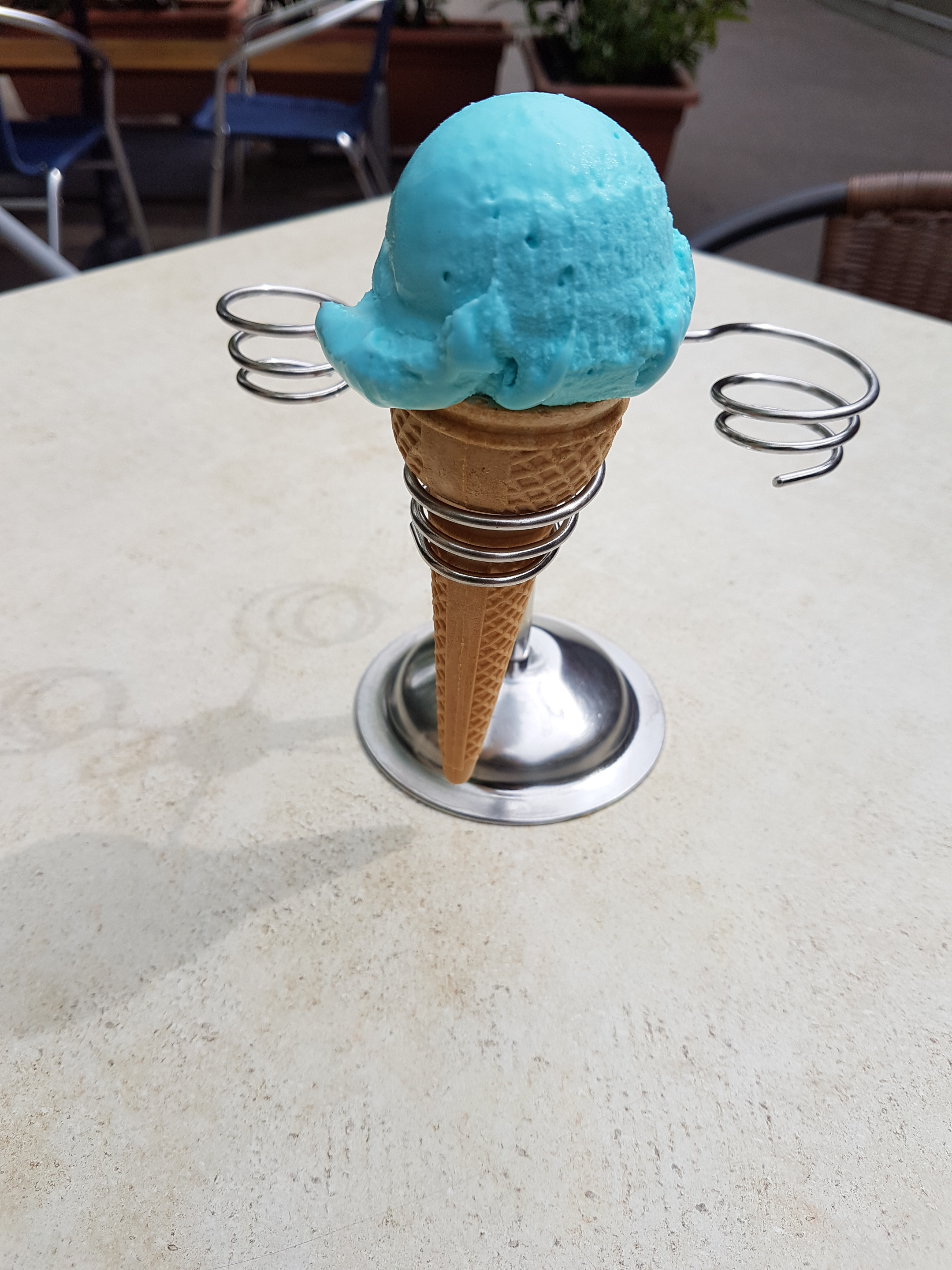
Gelato al puffo

Il gelato al puffo è un gusto di gelato, popolare soprattutto negli anni ottanta del XX secolo, ma diffuso anche nei decenni successivi. Il nome e la diffusione derivano dal successo commerciale relativo al franchise incentrato sui Puffi, personaggi dei fumetti e dell'animazione creati dall'autore belga Peyo.

## Descrizione
Gli ingredienti sono acqua, zucchero, panna e aroma di vaniglia, con l'aggiunta di un colorante alimentare che gli dà il caratteristico colore blu. Il sapore è quindi sostanzialmente quello di un gelato alla vaniglia.
Il gusto è presente negli Stati Uniti d'America con il nome di blue moon, e in molti altri paesi nei quali prende il nome dei Puffi nella lingua di appartenenza (ad esempio in Francia è chiamato schtroumpf, in Germania schlumpf e in Spagna pitufo).